# Liste der norwegischen Staatsbetriebe
Dies ist eine Liste der norwegischen Staatsbetriebe. Sie enthält Unternehmen, die vollständig oder zu einem großen Teil dem norwegischen Staat gehören und von der norwegischen Regierung kontrolliert werden. Nicht aufgeführt sind Anteile, die indirekt vom Staat kontrolliert werden, etwa durch die staatliche Pensionskasse. Die Angaben stammen aus dem Jahr 2005. 

## Vollständige Staatsbetriebe
- Argentum Fondsinvesteringer (Beteiligungsgesellschaft)
- Avinor (Flughäfen)
- BaneService (Eisenbahnbau und -Unterhalt)
- Bjørnøen (Immobilien)
- Eksportutvalget for fisk (Marketing für Fische)
- Electronic Chart Centre (Kartografie)
- Enova (Energiesparkampagnen)
- Entra Eiendom (Immobilien)
- Fisk og kyst
- Flytoget (Flughafen-Expresszug)
- Gassco (Gasversorgung)
- Helse Midt-Norge (Gesundheitswesen)
- Helse Nord (Gesundheitswesen)
- Helse Sør (Gesundheitswesen)
- Helse Vest (Gesundheitswesen)
- Helse Øst (Gesundheitswesen)
- Husbanken (Bank)
- Industritjeneste
- Kings Bay (Ursprünglich Bergbau, heute Infrastruktur in Ny-Ålesund)
- Mesta (Straßenbau und -unterhalt)
- Nationaltheatret (Theater)
- Kompetansesenter for IT i helse- og sosialsektoren (IT-Dienste für das Gesundheitswesen)
- Norfund (Beteiligungsgesellschaft)
- Norsk Eiendomsinformasjon (Immobiliendatenbank)
- Norsk rikskringkasting (Fernsehen und Radio)
- Norsk Samfunnsvitenskapelig Datatjeneste (Forschung)
- Norsk Syklotronforskning (Forschung)
- Norsk Tipping (Glücksspiele und Lotterien)
- Norwegian State Railways (Eisenbahn)
- Petoro (Öl)
- Posten Bring (Post)
- Rehabil
- Secora
- Statkraft (Stromproduktion)
- Statnett (Elektrisches Verteilnetz)
- Statskog (Immobilien und Forstwirtschaft)
- Staur Gård (Bauernhof)
- SIVA (Forschung)
- Uninett (Netzwerkdienste)
- Universitetssenteret på Svalbard (Forschung)
- Venturefondet (Beteiligungen)
- Veterinærmedisinsk Oppdragssenter (Forschungen)
- Vinmonopolet (Staatliche Alkoholverkaufsgeschäfte)

## Anteile
- Store Norske Spitsbergen Kulkompani (99,9 %, Bergbau)
- Norwegian National Opera (90,0 %, Oper)
- Kommunalbanken (80,0 %, Bank)
- Simula Research Laboratory (80,0 %, Forschung)
- Norsk Filmstudio (77,6 %, Film studio)
- Equinor (70,9 %, Öl)
- Carte Blanche (70,0 %)
- Den Nationale Scene (66,7 %, Theater)
- Rogaland Teater (66,7 %, Theater)
- Trøndelag Teater (66,7 %, Theater)
- Protevs (66,0 %)
- Telenor (54,0 %, Telekommunikation, Osloer Börse: TEL)
- Kongsberg Gruppen (50,0 %, Verteidigung und Meeresforschung, Osloer Börse: KOG)
- BaneTele (50,0 %, Netzwerkdienste)
- Nammo (50,0 %, Munitionsproduktion)
- Kimen Såvarelaboratoriet (51,0 %)
- Fiskeriforskning (49,0 %, Forschung)
- Instrumenttjenesten (45,0 %)
- Blindes Produkter (44,4 %)
- Norsk Hydro (43,8 %, Aluminium und Öl, Osloer Börse: NHY)
- Cermaq (43,5 %, Fischfarm und Fischfutter, CEQ)
- Beaivvas Sami Theater (40,0 %, Theater)
- Yara International (36,2 %, Düngemittel, Osloer Börse: YAR)
- DnB NOR (34,0 %, Bank)
- Graminor (34,0 %)
- Stor-Oslo Lokaltrafikk (33,3 %, Öffentlicher Verkehr)
- Aker Holding (30,0 %, through this owning 12,0 % of Aker Kværner, Osloer Börse: AKVER)
- Eksportfinans (15,0 %)
- Nordiske Investeringsbanken (19,1 %)
- SAS Group (14,3 %, Fluggesellschaft, Osloer Börse: SAS NOK)
- NORUT Gruppen (11,6 %)
- Kompetansesenter for IT i helse- og sosialsektoren (10,5 %, IT Services)
- Akvaforsk (10,0 %, Forschung)
- Oslo Nye Teater (10 %, Immobilien)
- Bioparken (8,0 %)
- Industritjeneste (7,3 %)